# Igreja dos Girolamini
A igreja dos Girolamini (ou Gerolomini, ou San Filippo Neri (em italiano) Igreja dos Oratorianos de Nápoles) é uma igreja monumental de Nápoles localizada na praça do mesmo nome, com um traçado arquitetónico do tipo basílica e dedicada à Natividade da Bem-Aventurada Virgem Maria e a todos os santos.
A sua decoração em ouro, mármore e madrepérola lhe rendeu o título de Domus aurea. O seu interior reúne uma concentração de obras de alta qualidade de artistas de Nápoles, Toscana, Emília e Roma, tornando-o, juntamente com o convento anexo, um dos complexos monumentais mais importantes da cidade.
O edifício inteiro estende-se por aproximadamente 12.000 m2 em sete níveis e inclui, além da igreja, uma prestigiosa pinacoteca (a primeira pública de Nápoles), uma rica biblioteca (a mais antiga biblioteca pública de Nápoles e a segunda da Itália, depois da Biblioteca Malatestiana cívica de Cesena), dois claustros monumentais e, finalmente, os oratórios da Assunção (também chamados "dos artistas") e da Congregação dos Doutores .

## Planta

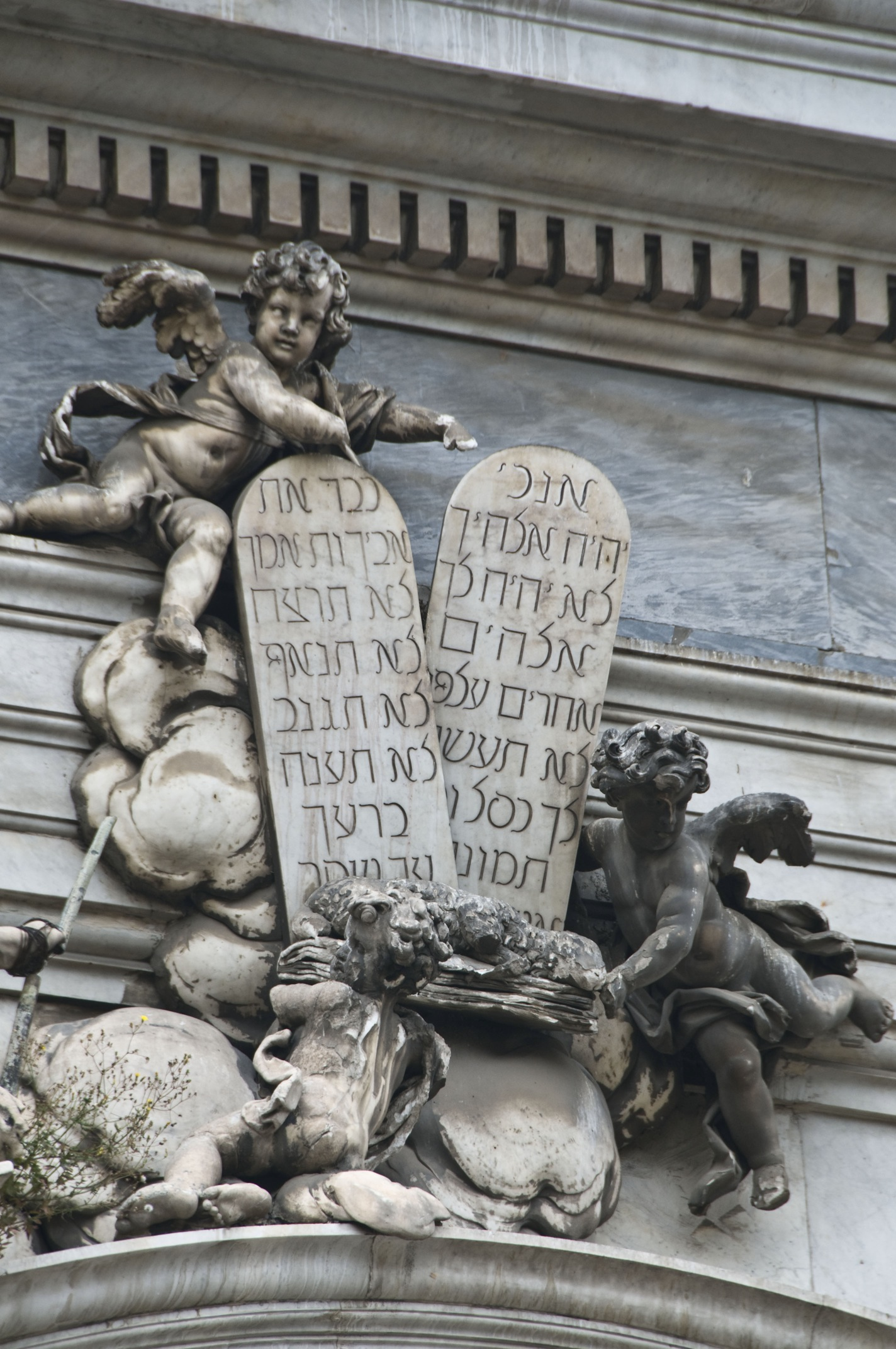
As Tábuas dos Mandamentos em hebraico

| 1. Igreja dos Girolamini 2. Capela de São Jorge e São Pantaleão 3. Capela de Santa Maria della Neve e Sant'Anna 4. Capela de San Carlo Borromeo 5. Capela de Santa Inês 6. Capela de São Francisco de Assis 7. Capela de São Francisco de Sales 8. Transepto esquerdo - Capela da Natividade 9. Capela de São Filipe Neri 10. Presbitério 11. Capela da Imaculada 12. Transepto direito - capela dos Santos Mártires 13. Cruzeiro 14. Capela de Santa Maria Madalena dos Pazzi 15. Passagem 16. Capela da Epifania 17. Capela de São Jerônimo 18. Capela de São José 19. Capela de St. Alexis 20. Sacristia 21. Oratório da Assunção 22. Escada de entrada para o convento (da via Duomo) 23. Pequeno claustro 24. Claustro das Laranjas 25. Escadas para os andares superiores: - Galeria de Imagens Girolamini - Biblioteca Girolamini 26. Fachada do Palazzo Seripando (na Via Duomo) | Pianta |

|                                                                         |  |  |
| O claustro grande do convento e uma das salas da biblioteca do convento |  |  |